# Olimpiada de ajedrez de 2022
La 44.ª Olimpiada de Ajedrez (también conocida como la Olimpiada de Ajedrez de Chennai), organizada por la Federación Internacional de Ajedrez (FIDE) y que comprende torneos abiertos y femeninos, así como varios eventos diseñados para promover el juego de ajedrez, se llevará a cabo en Chennai, Tamil Nadu, India, del 28 de julio al 10 de agosto de 2022. Esta es la primera Olimpiada de Ajedrez que se lleva a cabo en la India. Inicialmente, se suponía que el evento tendría lugar en Khanty-Mansiysk, junto con la Copa Mundial de Ajedrez 2019, pero se trasladó a Moscú y se programó para el período del 5 al 17 de agosto de 2020. Sin embargo, se pospuso como resultado de las crecientes preocupaciones en torno a la pandemia de COVID-19 y finalmente se trasladó a Chennai tras la invasión rusa de Ucrania.
El número total de participantes es de 1.736, con 937 en el Abierto y 800 en el evento Femenino. El número de equipos registrados es 188 de 186 naciones en la sección Abierta y 162 de 160 naciones en la sección Femenina. Ambas secciones establecieron récords de participación del equipo. La sede principal de la Olimpiada de Ajedrez es el centro de convenciones del Four Points by Sheraton, mientras que las ceremonias de apertura y clausura se llevarán a cabo en el Estadio Jawaharlal Nehru. El Árbitro Principal del evento es el Árbitro Internacional de Francia Laurent Freyd.

## Proceso de licitación
El procedimiento de licitación para la 44.ª Olimpiada de Ajedrez y el Congreso de la FIDE en relación con una posible candidatura para la Copa del Mundo de Ajedrez 2019 se abrió a finales de 2015. Cada ciudad interesada en albergar el evento debía presentar su oferta a la FIDE antes del 31 de marzo de 2016. Las ofertas debían garantizar que todas las disposiciones necesarias de acuerdo con el Reglamento de Olimpiadas del Manual de la FIDE serían cubiertas por el organizador, incluidos los artículos 4.1, 4.2 y 4.3 relacionados con el comité organizador, las finanzas y la provisión de servicios y estipendios, respectivamente. Solo hubo una oferta para albergar la Olimpiada de Ajedrez en Khanty-Mansiysk, aunque se informó que las federaciones nacionales de Argentina y Eslovaquia también mostraron interés inicial.
La decisión final se tomó en el 87.º Congreso de la FIDE en septiembre de 2016 en Bakú, donde el presidente de la FIDE, Kirsan Ilyumzhinov, aprobó la candidatura.